# Niedźwiada (gromada w powiecie lubartowskim)
Niedźwiada – dawna gromada, czyli najmniejsza jednostka podziału terytorialnego Polskiej Rzeczypospolitej Ludowej w latach 1954–1972.
Gromady, z gromadzkimi radami narodowymi (GRN) jako organami władzy najniższego stopnia na wsi, funkcjonowały od reformy reorganizującej administrację wiejską przeprowadzonej jesienią 1954 do momentu ich zniesienia z dniem 1 stycznia 1973, tym samym wypierając organizację gminną w latach 1954–1972.
Gromadę Niedźwiada z siedzibą GRN w Niedźwiadzie utworzono – jako jedną z 8759 gromad na obszarze Polski – w powiecie lubartowskim w woj. lubelskim na mocy uchwały nr 11 WRN w Lublinie z dnia 5 października 1954. W skład jednostki weszły obszary dotychczasowych gromad Niedźwiada wieś, Niedźwiada kol., Brzeźnica Leśna, Brzeźnica Książęca wieś i Brzeźnica Książęca kol. ze zniesionej gminy Tarło w tymże powiecie. Dla gromady ustalono 19 członków gromadzkiej rady narodowej.
1 stycznia 1962 do gromady Niedźwiada włączono obszar zniesionej gromady Brzeźnica Bychawska w tymże powiecie.
1 stycznia 1969 do gromady Niedźwiada włączono obszar zniesionej gromady Tarło w tymże powiecie.
Gromada przetrwała do końca 1972 roku, czyli do kolejnej reformy gminnej. 1 stycznia 1973 w powiecie lubartowskim utworzono gminę Niedźwiada.